# Coelotes introhamatus
Coelotes introhamatus är en spindelart som beskrevs av Xu och Li 2006. Coelotes introhamatus ingår i släktet Coelotes och familjen mörkerspindlar. Inga underarter finns listade i Catalogue of Life.